# بلاك آجي

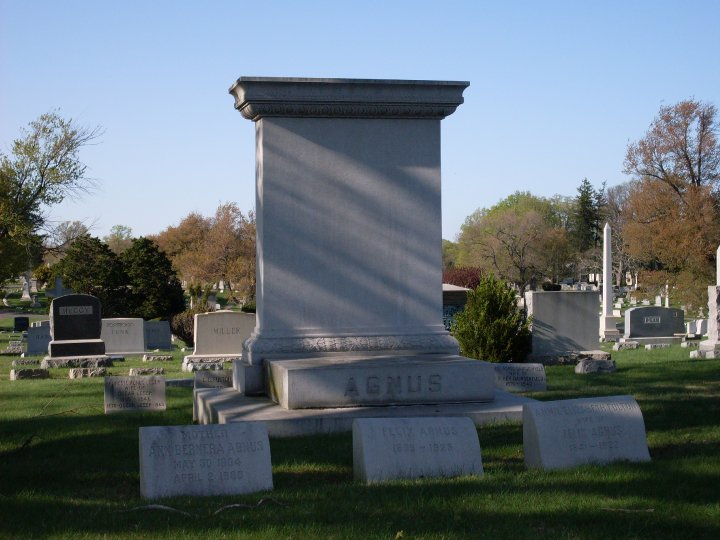
قبر فيليكس أغنوس

بلاك اجي هو الاسم الفلكلوري الذي يطلق على تمثال وُضع سابقًا على قبر الجنرال فيليكس أغنوس في مقبرة درويد ريدج في بايكسفيل بولاية ماريلاند إنها نسخة طبق الأصل غير مصرح بها - قدمها إدوارد لودفيج ألبرت باوش - لشخصية استعارية للنحات أوغسطس سانت جودنز عام 1891، تُعرف باسم نيرفانا، في نصب آدامز التذكاري في مقبرة روك كريك في واشنطن العاصمة  التمثال لشخص جالس حزين في قلنسوة أو كفن.

## التاريخ
بدءاً من التثبيت في عام 1926، كانت النسخة المتماثلة محاطة بالعديد من الأساطير الحضرية، وبشكل أساسي أن الشخص الذي يقضي ليلة في حضنه سيكون مسكونًا بأشباح المدفونين هناك؛ أن أرواح الأفراد المدفونين في "درويد ريدج" ستجتمع سنويًا عند التمثال؛ لن ينمو أي عشب على الأرض حيث يكمن ظل التمثال خلال النهار؛ أو أن التمثال يتحرك في الليل سواء بالحركة الجسدية أو بأظهار عيون حمراء متوهجة.
أدت هذه الأساطير الحضرية إلى الكثير من الاهتمام غير المرغوب فيه تجاه التمثال؛ تم القبض على العديد من الأشخاص اقتحام المقبرة ليلا لزيارتها، وكثيرًا ما تم تخريب قاعدة التمثال.عائلة أغنيوس، التي أزعجها الاهتمام الذي تلقاه التمثال، تبرعت به إلى سميثسونيان في عام 1967. جلس لسنوات عديدة في التخزين في المتحف الوطني للفن الأمريكي (اسمه في وقت لاحق متحف سميثسونيان للفنون الأمريكية) حيث إعادة صياغة أذن من تمثال آدمز التذكاري الأصلي يجلس الآن.
تم نقل "بلاك آجي" من منزلها السابق في المتحف إلى ساحة فناء خلف منزل دوللي ماديسون في ساحة لافاييت في واشنطن العاصمة حيث تقف حاليًا. بقيت القاعدة العارية فارغة في منزل التمثال السابق في مقبرة درويد ريدج. وبعدها لم نوصل أي معلومة أخرى بخصوص بلاك آجي لانها آخر مره شاهدتها موضوعة فوق قبر الجنرال فيليكس أغنوس في مقبرة درويد ريدج الموجوده في ولاية ماريلاند الأمريكية.